# 超左翼
超左翼（法語：或ultra-gauche）是一个政治术语。在最广义的意义上，它涵盖了一部分既主张马克思主义，又反对列宁主义的共产主义思潮，其起源可以追溯到斯巴达克派、卢森堡主义或博尔迪加主义。
一些流派，特别是意大利左翼共产主义的活动者，更倾向于使用“左翼共产主义”这一术语，它在历史上指的是那些与第三国际决裂的共产主义流派。至于“超左翼”这一术语，自1920年代起便被使用，其含义与“委员会共产主义”相近。除了反列宁主义立场外，超左翼与其他极左翼的区别在于：它拒绝选举主义、工会主义、反法西斯主义以及民族解放斗争。超左翼既不认同任何政党，也不支持个人行动的方式。它也不认同游击队等小众武装斗争的形式。超左翼同样不属于无政府主义，并批判一切“官方”或教条的马克思主义，其理论和立场依据的是马克思本人对意识形态的批判。对超左翼而言，实现无产阶级掌握生产资料的途径是总罢工。委员会共产主义流派则特别强调1918年德国出现的工人委员会所体现的直接民主经验。对他们而言，这些工人委员会是实现自我管理革命的第一步。
然而，这一术语的定义在使用上仍存在分歧，特别是在法国。
“超左翼”一词也常被马克思列宁主义者和托洛茨基主义者用作贬义词，用以指称那些极端或毫不妥协的马克思主义流派。